# 229
229 је била проста година.

## Догађаји
- Цар Александар Север и Касије Дион су заједнички римски конзули.
- Фебруар – мај – Битка код Ђианвеја: Царство Шу Хан побеђује над царством Цао Веј.
- Трговци из источног Вуа стижу до Вијетнама; океански транспорт је побољшан до те мере да се путују морем до полуострва Лиаодонг и острва Јиџоу.
- Амоније Сакас обнавља грчку филозофију стварањем неоплатонизма.

### Јун
- 23. јун – Кинески војсковођа Сун Куан званично се проглашава за цара источне државе Ву. Град Јиание (модерни Нањинг) је основан као главни град источног Вуа. Независна краљевства у Камбоџи и Лаосу постају вазали Источног Вуа.